# Cerotainia argyropasta
Cerotainia argyropasta är en tvåvingeart som beskrevs av Hermann 1912. Cerotainia argyropasta ingår i släktet Cerotainia och familjen rovflugor.
Artens utbredningsområde är Peru. Inga underarter finns listade i Catalogue of Life.